# Collège des Carmes
Le Collège des Carmes est un collège de l'ancienne université de Paris.

## Historique
Le Collège de l’Ordre installé dans la Maison du Lion, rue Sainte-Geneviève, formait des théologiens et des canonistes de renom. Le nouveau couvent de la place Maubert était devenu le grand studium général où séjournaient les étudiants des autres provinces. Sa chapelle fut d’ailleurs consacrée le 16 mars 1333, en présence de Pierre de Casa et de Jeanne d'Évreux, veuve de Charles IV, bienfaitrice de l’ordre carmélitain. Le prieur général, formé à cette école, a laissé trois ouvrages Super sentencias, Super politica Aristoteles et Sermones de tempre, de Beata Virgine et de sanctis que l’abbé Vitrac, en 1779, considérait comme très doctes pour leur temps.

### Les collèges des ordres religieux à Paris
| Liste des collèges des ordres réguliers à Paris |                   |                                                                                                 |                                                       |
| Nom du collège                                  | Date de fondation | Fondateur                                                                                       | Adresse actuelle                                      |
| Collège des Cordeliers                          | 1217              | Ordre des franciscains                                                                          | Rue Antoine-Dubois                                    |
| Collège des Jacobins                            | 1217              | Ordre des dominicains                                                                           | Rue Saint-Jacques                                     |
| Collège des Bernardins                          | 1246              | Étienne de Lexington, abbé de Clairvaux                                                         | Rues de Poissy et de Pontoise                         |
| Collège des Prémontrés                          | 1255              | Ordre de Prémontré                                                                              | Angle des rues de l’École-de-Médecine et Hautefeuille |
| Collège des Carmes                              | 1255              | Ordre des Carmes                                                                                | Rue des Carmes                                        |
| Collège des Augustins                           | 1259              | Chapitre général de Padoue, puis Gilles de Rome, confesseur de Philippe IV                      | 53-55, quai des Grands-Augustins                      |
| Collège de Cluny                                | 1260 1269         | Ordre de Saint-Benoît-Bénédictin, Yves de Vergy, puis son neveu Yves de Chasant, abbés de Cluny | 1-3, place de la Sorbonne                             |
| Collège de Saint-Denis                          | 1263 1266         | Matthieu de Vendôme, abbé de Saint-Denis                                                        | 21, rue des Grands-Augustins et sous la rue Christine |
| Collège de Marmoutiers                          | 1329              | Geoffroy du Plessis, conseiller de Philippe IV et notaire pontifical                            | Emplacement du lycée Louis-le-Grand                   |